# Ambactus
ambactus oder ambactos (keltisch *ambaχtos, *ambiaχtos, „der Herumgeschickte“) ist das gallische Wort für „Dienstmann“ oder „Gefolgsmann“.

## Etymologie
Beim römischen Dichter Quintus Ennius und bei Caesar (bellum Gallicum 6,15: ambacti clientesque, „Gefolgsleute und Hörige“) wird ambactus in der obengenannten Bedeutung erstmals erwähnt. Der römische Grammatiker Sextus Pompeius Festus erklärt ambactus als „der (um den Herrn) Herumbewegte“ (ambactus id es circumactus), zusammengesetzt aus *amb- „(umher“) und *ag- („sich bewegen“). Im Kymrischen bedeutet amaeth „Landmann“, „Ackersmann“ (siehe Amaethon).
Das griechische Wort συμπεριφερομένους (symperipheroménous, „verhalten“, für Gefolgsleute) ist nach Reinhard Wenskus offenbar die Wiedergabe des gallischen ambactos.
Im Germanischen ist ambactus als keltisches Lehnwort in der Form ambaht, *ambaχtaz („Diener“, „Dienstmann“) anzutreffen (gotisch andbahts, „Gerichtsdiener“, „Büttel“). Aus diesem Wort und der Ableitung ambahti, *ambaχtįa („Dienst“) entstand dann neuhochdeutsch „Amt“. Das französische ambassade, das italienische ambasciata und das englische embassy (alle mit der Bedeutung „Botschaft“) stammen von derselben Wurzel ab.

## Geschichte
Polybios betont (Historíai II,17,12), dass derjenige bei den Galliern am meisten Bedeutung hatte, der die größte Zahl von Gefolgsleuten oder „Klienten“ (έταιρείας, étaireías, „Gesellschaft“) besaß. Als der einflussreiche Helvetier Orgetorix wegen seiner Ansprüche auf Alleinherrschaft vor das Stammesgericht zitiert wurde – der Versuch, die Königswürde wieder einzuführen, galt als todeswürdiges Verbrechen – erschien er mit einer an die 10.000 Männer umfassenden Schar von ambacti und verhinderte so das Urteil.
Das Verhältnis des Adels, der stets beritten in den Krieg zog, und der Dienstmänner zu Fuß wird am Beispiel des Aufgebotes der Nervier im Kampf gegen die Römer verdeutlicht. Nach Caesar stellten sie 600 equites (Ritter) und 60.000 Fußkämpfer, was eine Relation von 1:100 ergibt. Das Beispiel Orgetorix zeigt allerdings, dass einzelne Personen manchmal weit mehr ambacti stellen konnten. Der Haeduer-Fürst Dumnorix verfügte über eine Privatarmee und war deshalb mächtiger als die jährlich wechselnden Vergobretes (oberster Magistrat bei den Galliern, vergleichbar den römischen Consuln).